# Іксіоліт
Іксіоліт (рос. иксиолит; англ. ixiolite; нім. Ixiolith m, Ixionit m, Ixionolith m) — мінерал, ніобат заліза ланцюжкової будови.

## Загальний опис
Хімічна формула: FeNbO4. Fe частково заміщується на Ta, Sn i Mn. Містить (%): Ta2O5 + Nb2O5 — 72,51; SnO2 — 12,79; FeO — 7,38; MnO — 7,32.
Сингонія ромбічна.
Ромбопірамідальний вид.
Кристали призматичні, а також неправильні, округлі зерна.
Густина 7,39.
Твердість 6-6,6.
Колір чорно-сірий до сталево-сірого.
Риса бура.
Блиск напівметалічний до смоляного.
Злом напівраковистий.
Відомий в деяких родовищах, пов'язаних з гранітними пегматитами. Рідкісний.
Інша назва — іксіоноліт.